# Kamień Mały (przystanek kolejowy)
Kamień Mały – przystanek kolejowy w Kamieniu Małym, w województwie lubuskim, w Polsce. Znajduje się na linii nr 203. Tczew – Küstrin Kietz.

## Ruch pasażerski
| Rok  | Wymiana pasażerska na dobę |
| ---- | -------------------------- |
| 2017 | 50-99                      |
| 2022 | 150-199                    |